# Sauvetrea alpestris
Sauvetrea alpestris là một loài thực vật có hoa trong họ Lan. Loài này được (Lindl.) Szlach. mô tả khoa học đầu tiên năm 2007.